# Phanerobunus armatus
Phanerobunus armatus is een hooiwagen uit de familie Triaenonychidae.